# John Moulder-Brown
John Moulder-Brown (Londen, 3 juni 1953) is een Brits acteur.
John Moulder-Brown begon zijn filmcarrière als kind. Hij was de hoofdrolspeler in de film Deep End (1970). Hij richtte ook een toneelschool op in Brighton in 1997.

## Filmografie (selectie)
- 1958: Death Over My Shoulder
- 1958: A Cry from the Streets
- 1958: The Man Inside
- 1959: Room at the Top
- 1960: Night Train for Inverness
- 1960: Doctor in Love
- 1961: Night Without Pity
- 1961: The Missing Note
- 1961: Two Living, One Dead
- 1963: 55 Days at Peking
- 1964: Go Kart Go
- 1964: Becket
- 1965: The Uncle
- 1965: Runaway Railway
- 1965: The Heroes of Telemark
- 1966: Operation Third Form
- 1967: Calamity the Cow
- 1967: Half a Sixpence
- 1968: The Devil in the Fog
- 1968: Heidi
- 1968: A Pál-utcai fiúk
- 1969: La residencia
- 1970: Erste Liebe
- 1970: The Prize - tv
- 1970: Deep End
- 1971: Taste of Evil
- 1972: Vampire Circus
- 1972: King, Queen, Knave
- 1972: Ludwig
- 1974: La madrastra
- 1974: Dites le avec des fleurs
- 1975: Juego de amor prohibido
- 1979: Confessions from the David Galaxy Affair
- 1981: Gräset sjunger
- 1982: Bekenntnisse des Hochstaplers Felix Krull
- 1984: L'Étincelle
- 1984: Ellis Island
- 1985: Claudia
- 1985: Jenny's War
- 1985: Family Ties Vacation
- 1987: Sleeping Murder
- 1987: Rumpelstiltskin
- 1987: Howards' Way
- 2006: Alexander the Great from Macedonia